# Moranhat
Moranhat é uma cidade e uma town area committee no distrito de Sibsagar, no estado indiano de Assam.

## Demografia
Segundo o censo de 2001, Moranhat tinha uma população de 5779 habitantes. Os indivíduos do sexo masculino constituem 55% da população e os do sexo feminino 45%. Moranhat tem uma taxa de literacia de 78%, superior à média nacional de 59,5%: a literacia no sexo masculino é de 80% e no sexo feminino é de 77%. Em Moranhat, 11% da população está abaixo dos 6 anos de idade.